# Mesochorus virgatus
Mesochorus virgatus là một loài tò vò trong họ Ichneumonidae.